# Лі Тхай То
Лі Тхай То (в'єтн. Lý Thái Tổ; кит. 李太祖, піньїнь Lǐ Tàizǔ), ім'я при народженні Конг Уан (в'єтн. Công Uẩn; кит. 公蘊, піньїнь Gōngyùn), 8 березня 974 — 31 березня 1028) — імператор В'єтнаму в 1009—1028 рр., засновник династії Пізні Лі.

## Біографія

### Ранні роки
Лі Тхай То народився 8 березня 974 року в Бакзянгу, округ Кофап. Народженню вуа передувало знамення: в павільйоні Камтуен монастиря Ингтхиентам собака народила щеня з білою шерстю і чорними плямами у вигляді ієрогліфів «Син Неба». Віщуном знамення було розшифровано наступним чином: "В рік собаки (974) народиться людина, що стане «Сином Неба».
Існує декілька легенд щодо народження майбутнього імператора. За офіційною версією в'єтнамського літописання, імператриця із роду Фам зустрілась із духом в людському образі поблизу монастиря Тиеушон і зачала дитину. Трирічного Конг Уана усиновив Лі Кхань Ван, який дав дитині прізвище Лі. Згідно з написом в монастирі Тиеушон, імператриця народила дитину від союзу із білою мавпою, а вихованням вуа займався монах Ван Хань. Прихильники «буддистської» версії народження імператора вважають, що вуа народився в самій пагоді. В неофіційній біографії Нго Тхи Ши також розглядається інша версія: «Матір вуа до 20 років не мала чоловіка. Їй вдалося знайти притулок в храмі Тхиентам, де вона готувала їжу за дорученням Шрамана. Щоночі вона прокидалась, щоб готувати юшку. Одної ночі вона заснула і вогонь згас, а Шрамана випадково в темряві наткнувся на неї. Прокинувшись і відчувши рух в серці, вона зачала дитину. Дізнавшись про це Шрамана прогнав її. Так їй довелось піти в інший монастир. Через визначений час вона народила імператора, поява якого супроводжувалась грізними знаменнями. Матері з дитиною знову довелось скитатись і жити з милостині. Коли вони прийшли до дому тхиенши Лі Кхань Вана, то він, побачивши перед тим незвичний сон, попросив дозволу усиновити дитину.»

### Освіта
В трирічному віці Конг Уана віддали на навчання до буддистського монастиря Лукто. З дитинства вуа відзначався допитливим, проникливим розумом, а незвична зовнішність видавала його благородне походження. Глава буддистської сангхи Вань Хан зустрівши вуа сказав: «Це не звична людина. Коли він стане дорослим, то неодмінно зможе перемогти зло і безлад. Він стане мудрим правителем Піднебесної!» В юності амбіції Лі Конг Уана вже не зводились до простого добування засобів існування, він багато часу присвячував читанню історичних і канонічних творів.

### Початок кар'єри
Залишивши сім'ю в період Инг-Тхіен (995—1005) Лі Конг Уан служив Ле Чунг Тонгу, одному з чотирьох синів імператора Ле Хоана. Після смерті імператора в боротьбі за трон старший син Ле Хоана, Ле Нгоа-Чиеу вбив Чунг-Тонга. В літописі зазначається, що весь чиновницький апарат після цього втік, лише Лі Конг Уан зі сльозами на очах залишався біля мертвого тіла Чунг-Тонга. Оцінивши таку відданість монархії, Нгоа-Чиеу призначив Конг Уана помічником воєводи, що очолював чотири армії столичних передмість, а потім командиром гвардії головного палацу — «тхан ве».

## На чолі держави

### Прихід до влади
По смерті Ле Нгоа-Чиеу в 1009 році, Лі Конг Уан на чолі 500 воїнів, за підтримки куок ши Ван Ханя і ти-хоу Дао Кам Моука, захопив владу. Ван Хань, знаючи про невдоволення політикою династії Ле серед чиновництва і простого населення країни зробив пророцтво («громові письмена») за яким правлячою династією має стати Лі, забезпечивши «небесний мандат» влади. Імператор змінив девіз правління на «Бажаний Небом». Столичне чиновництво швидко визнало нового монарха, одного з найвпливовіших військових країни, який уособлював сильну централізовану владу, що була необхідна Дайков'єту. На початку правління Лі Тхай То провів серію заходів по встановленню легітимної влади і протидії дестабілізації в країні. Старший син Фат Ма був офіційно призначений наступним «Сином неба». Дао Кам Моук із синами отримали найвищі титули. На керівні посади в державі були призначені члени сім'ї імператора та учасники перевороту, була проголошена амністія, всі знаряддя для катувань знищені.

### Перенесення столиці
Зі встановленням влади Лі Тхай То розпочав пошуки місця для нової столиці. Як і в усіх азійських середньовічних країнах, столиця концентрувала міське населення країни — чиновників, купців, інтелігенцію, ремесленників, тому зміна головного міста диктувалась як політичними, так і адміністративно — економічними умовами. Стара столиця — Хоали — знаходилась в гірському районі, де було обмаль родючих земель, а більшість населення була тісно пов'язана з минулою династією.
Перенесення столиці до верхів'їв річки Хонги, району древніх столиць, географічного центру країни, було необхідним, оскільки «землі там просторі й рівні, родючі й високі, населення не страждатиме від повеней. Там усього вдосталь». Місце нової столиці Тханглаунг («Злітаючий дракон») обрав сам вуа за допомогою надприродних сил, за легендою, коли імператорський корабель причалив берега Хонгу, над ним злетів жовтий дракон, звідки і пішла назва.
Будівництво в столиці було, в традиціях Південно-Східної Азії того часу, розкішним, дорогим і масштабним. Протягом першого року будівництва у внутрішньому, «королівському місті» (кунг-тхань) спорудили 10 палаців, буддійський храм, велику кількість арк-воріт і світських будівель. В наступні два роки побудували ще 2 палаци, бібліотеку, 4 буддійські храми і палац наступника, який розмістили поза стінами кунг-тханя. Масштабні роботи продовжувались до 1024 року.

### Внутрішня політика
В перші роки правління внутрішньополітична ситуація була напружена. В 1011 році імператор особисто очолив похід в тяу Ай (Тханьхоа) проти Ки Лаунга, керівника повстання мионгів. Військо з 1200 чоловік успішно придушило повстання, «розбійника» Ки Лаунга було вбито, однак це не припинило спротиву великих землевласників централізації і в наступному році вуа знову повів війська проти «людей області Зіен». В 1013 році Лі Тхай То здійснив похід для упокорення північних данників («варварів Мань»), а в 1014 син Дао Кам Моука завдав нищівної поразки манам поблизу пристані Кимхоа.

### Реформи
Воєнно- політичні успіхи Лі Тхай То закріпив адміністративною і соціально-економічною реформами. Країна була розділена на 24 ло (провінції), що підривало місцевий сепаратизм, оскільки землі підконтрольні провінційним намісникам виявились надто малими для військової конкуренції із центром. Однак реформа була передчасною, В'єтнам поки що не був підготовлений до створення централізованої держави. Більших успіхів вуа досяг в соціально-економічній сфері, провівши податкову реформу. Ще в 1013 році податки були уніфіковані і зведені в 6 груп. Збір податків був покладений на членів імператорської родини, що представляли владу на місцях.

### Зовнішня політика
Дипломатичні стосунки з Чампою і Камбуджадешією нова династія налагодила досить швидко. Чампа визнала Лі в 1011, а Камбоджадеша в 1012 році, приславши посольство з подарунками. Третій сусід В'єтнаму — Сунський Китай — не проявляв інтересу до постійного «в'єтського сепаратизму» через проблеми на північних кордонах. Після завершення внутрішніх конфліктів 1013—1016 років, стабілізації в країні і декількох врожайних років, В'єтнам почав прокладати дорогу в Чампу, однак похід 1020 року не приніс великих перемог і територіальних завоювань.

### Релігійна політика
Вихований в буддистських традиціях Лі Тхай То всіляко сприяв поширенню буддизму в країні. В столиці було побудовано 5 буддійських храмів, і за даними «В'єт ши лиок» понад 1000 жителів столиці було зроблено буддистськими і даоськими монахами. В 1018 році вуа спорядив посольство до Сунів очолюване Лі Тхань Дао для отримання Трипітаки.

## Смерть
Лі Тхай то помер 31 березня 1028 року на 55 році життя. Похований в мавзолеї довголіття Тхо Ланг. Посмертне ім'я Тхай То («Верховний предок»).

## Ушанування пам'яті
В 2004 році на вулиці Дінь Тіен Хоанг на території парка Індіри Ганді було встановлено пам'ятник Лі Тхай То. Автором монумента став Ві Тхи Хоа, він виконаний з міді без жодного шву і має вагу 34 тони. В руках імператор тримає сувій з указом про перенесення столиці. Пам'ятник має декілька символічних параметрів: 8 кутів символізують 8 сторін світу, 3 сходинки — символ природного часу, правильне місце і повітря — основні елементи, на думку імператора. Цікавим фактом є те, що висота постаменту 1010 сантиметрів, що відповідає року заснування столиці В'єтнаму.